# Етолийски съюз
Етолийският съюз (Aetolia; на гръцки: Αίτωλία; Αιτωλική Συμπολιτεία) e обединение на квазидържави в древната гръцка територия Етолия в Централна Гърция.
През 367 пр.н.е. квазидържавите в Етолия се съюзяват. Политическо и културно средище на съюза е град Терм. Първия си успех обединените етолийци постигат при Делфи през 279 пр.н.е. против нахлулите гали. Водят продължителни борби с Древна Македония. През 199 пр.н.е. по време на Втората македонска война стават съюзници на Рим, докато ахейците правят това след една година.
През 192 пр.н.е. етолийците се съюзяват със селевкидите на Антиох III, което дразни римляните. През 188 пр.н.е. римляните превземат важното пристанище Амбракия и ги задължават да разтрогнат съюза си. През 146 пр.н.е. Етолия е присъединена към римската провинция Ахея.